# カレンダー作戦

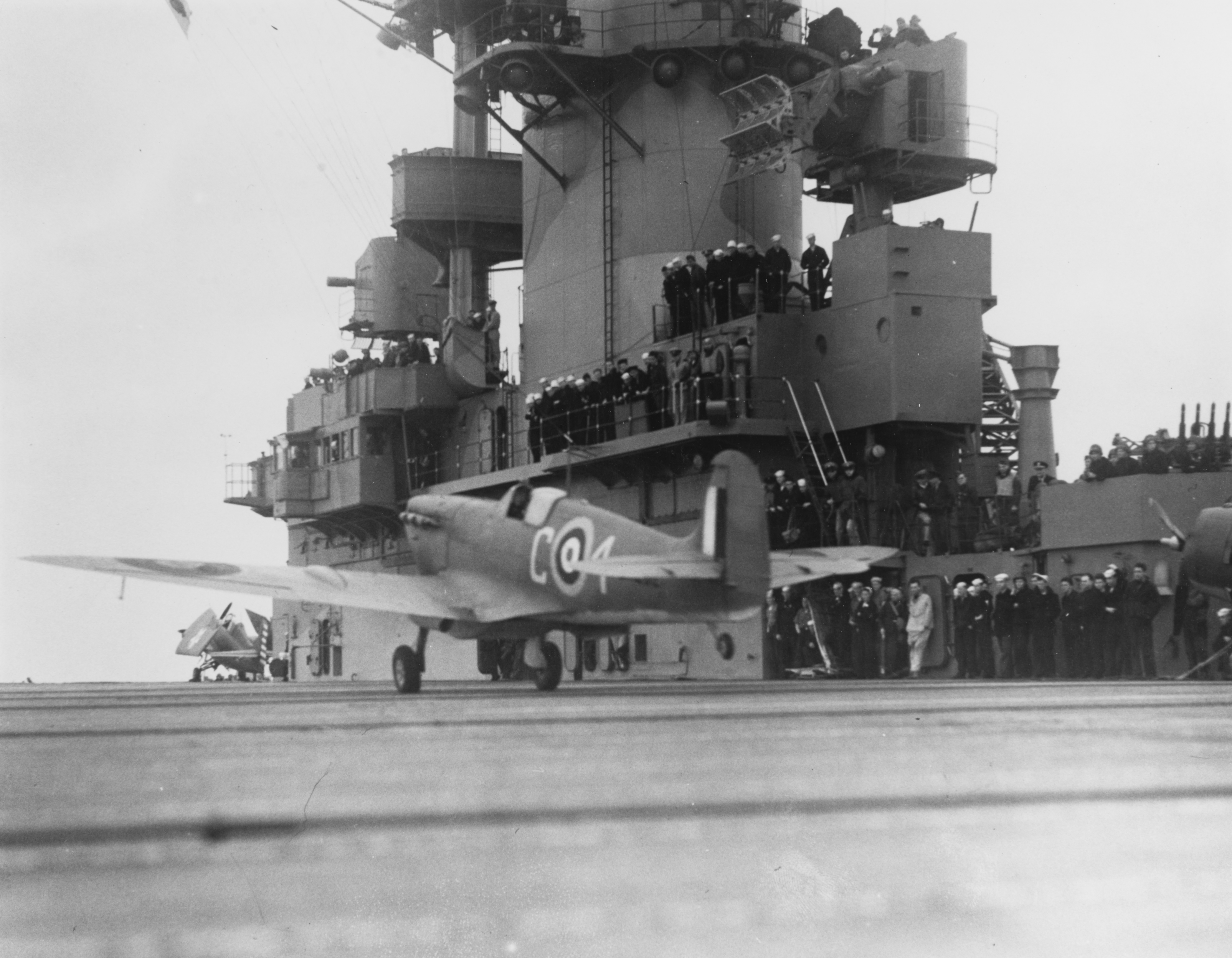
空母ワスプから発進するスピットファイア（1942年4月）

カレンダー作戦 (英語: Operation Calendar) は、第二次世界大戦中の1942年（昭和17年）4月下旬に、地中海戦域においてイギリス軍とアメリカ軍が実行した軍事作戦。地中海の重要拠点マルタに対する増援輸送である。本作戦はマルタへスーパーマリン スピットファイア戦闘機を送ることを主目的としており、クラブラン (Club Run) とも呼ばれるものの一つである。空母ワスプが地中海に進出して戦闘機47機をマルタ島へ空輸できたが、枢軸国空軍の攻撃によって大部分は地上で破壊され、さらに絶え間ない空襲で急速に消耗した。

## 概要
第二次世界大戦の地中海攻防戦において、イギリス領マルタは地中海のシーレーンを抑える位置に存在し、連合国と枢軸国の双方にとって戦略的要所であった。1941年（昭和16年）初頭よりドイツ空軍 (Luftwaffe) が地中海に配備されてイタリア王立空軍との共同作戦を開始、シチリア島やイタリア半島の基地から発進した爆撃機によりマルタ島へ頻繁な空襲を実施していた。
イギリス空軍 (Royal Air Force) がマルタに配備していた戦闘機は、1942年（昭和17年）になるとハリケーン (Hawker Hurricane) やスピットファイア (Supermarine Spitfire) に更新されていた。
航続距離の短いこれらの戦闘機をマルタへ運ぶには途中まで空母で運ぶ必要があったが、この時期において地中海に配備されていたイギリス海軍 (Royal Navy) の正規空母は空母イーグル (HMS Eagle) しかいなかった。
これに対し枢軸国側は、空挺部隊によるマルタ占領作戦 (ヘラクレス作戦) を準備する。アドルフ・ヒトラー総統の躊躇によりヘラクレス作戦発動は「北アフリカ戦線におけるロンメル元帥の大攻勢が成功してから」という理由で5月以降に延期されていたが、いつ実施されてもおかしくない状況だった。事態は切迫しており、イギリス首相ウィンストン・チャーチルはアメリカ大統領フランクリン・ルーズベルトに助力を直接要請し、これに応える形でアメリカ海軍の空母ワスプ (USS Wasp, CV-7) が貸し出された。
ワスプはクライド川沿いのシールドホールから、イギリス空軍第601飛行隊と第603飛行隊の航空機52機をパイロットとともに載せた。ワスプ固有戦闘機のF4Fワイルドキャットは飛行甲板においやられ、スピットファイア5型B (VB) は格納庫に収容される。
運ばれるスピットファイアVBには航続距離を伸ばすために増槽が取り付けられていた。しかし、それらの準備は適切ではなく、増槽は燃料漏れがひどかった。これはクラブランで何度も起きていた問題であった。加えて多くの機では機関銃に不具合があり、多くの通信機も正常に機能していなかった。
ワスプは護衛のアメリカ海軍駆逐艦ラング (USS Lang, DD-399) 、マディソン (USS Madison, DD-425) とともに1942年（昭和17年）4月14日にグラスゴーから出航し、イギリス海軍H部隊 (Force H) の巡洋戦艦レナウン (HMS Renown) 、駆逐艦イングルフィールド (HMS Inglefield, D02) 、イシュリエル (HMS Ithuriel, H05) 、エコー (HMS Echo, H23) 、パートリッジ (HMS Partridge, G30) と合流する。W部隊と名づけられた艦隊は4月18日から19日の夜にジブラルタル海峡を通過した。そこで、巡洋艦カリブディス (HMS Charybdis, 88) 、カイロ (HMS Cairo, D87) 、駆逐艦ウェストコット (HMS Westcott, D47) 、ウィシャート (HMS Wishart, D67) 、ヴィデット (HMS Vidette, D48) 、レスラー (HMS Wrestler, D35) 、アンテロープ (HMS Antelope, H36) が加わった。準備の最終段階になって上述の問題が明らかとなったが、すでに直す時間は無かった。
4月20日、マルタから10,000km地点でワスプから48機のスピットファイアが発進したマルタへと向かった。
この作戦による戦闘機の補充は結局無意味となった。ジブラルタル諜報網によりドイツ軍はスピットファイアの到着を予測し、ドイツ空軍をマルタ上空に展開させた。ところがスピットファイア部隊が途中で道に迷って到着時間が遅れ、ドイツ空軍が爆撃を終えて引き揚げたあとにマルタに到着する。ドイツ空軍は無電でスピットファイア部隊をイタリア本土へ誘導しようとしたが、この欺瞞作戦は失敗した。
その到着後、すぐにマルタの三つの飛行場に対する空襲を敢行した。スピットファイアは到着時にあった不具合のために、それらは飛行できなかった。スピットファイア2機が破壊され、15機が損傷する。翌日の夜明けまでに、スピットファイアは21機が残っただけだった。Bf109 (Messerschmitt Bf.109) との空中戦、飛行場や待機場所へのスツーカ (Junkers Ju 87 Stuka) とJu-88の爆撃で、スピットファイア部隊は急速に消耗してゆく。4月末までに、スピットファイアは7機に減少した。
この結果のため、次のバワリー作戦はさらに重要なものとなり、5月上旬に再びワスプと、イギリス空母イーグル (HMS Eagle) が投入された。今度はスピットファイア60機近くが一挙に進出し、イギリス空軍はついにマルタでドイツ空軍を撃退できる戦力を手に入れた。